# Копейський трамвай
Копейський трамвай — трамвайна система, що зв'язувала з 1949 по 1976 роки Копейськ з Челябінськом. До 1961 року було дві ізольовані частини, потім вони були об'єднані і приєднані до челябінської трамвайної мережі. У 1976 році рух на лінії з боку Копейська було припинено і зв'язок Копейська з Челябінськом був розірваний.

## Історія
- 5 листопада 1949 — відкрита лінія від Копейська до Челябінська, протяжністю 6,8 км від Копейська до залізниці Чурилова — Челябінськ Південний і 7.47 км від залізниці Чурилова — Челябінськ Південний до Челябінська.

13 трамвай від першої до останньої зупинки йшов трохи більше півгодини. Його послугами в 1950 році скористалося понад 250 тисяч пасажирів. З такої нагоди навіть створили спеціальне Управління Копейського трамвая. На балансі відомства до кінця 1950-х років стояло 16 вагонів.
- Травень1950 року — організовано Управління Копейського трамвая.
- 1950 рік — відкрито тимчасове депо.
- Лютий 1961 — над залізницею Чурилова — Челябінськ Південний побудовано міст, по якому були прокладені трамвайні колії, що поєднали дві частини Копейського трамвая; мережі Копейська і Челябінська функціонально були об'єднані в одну, відкритий маршрут № 13 «КБС» — Копейськ протяжністю 14,67 км. Обслуговування лінії, що з'єднується з челябінської трамвайної мережею, передано Челябінському трамвайно-тролейбусному управлінню.
- Лютий 1976 — закрито рух на ділянці від залізниці Чурилова — Челябінськ Південний до Копейська, маршрут № 13 укорочений до ЧКПЗ
- Лютий 1995 року — закрито рух на ділянці від залізниці Чурилова — Челябінськ Південний до зупинки КБС в Челябінську.

Трамвай у Копейську перевозив пасажирів 27 років. {{}}

## Маршрут
Доїхавши з Копейська до залізниці Чурилова — Челябінськ Південний, пасажири виходили з вагона, переходили залізницю пішки, сідали у трамвай і слідували до Челябінська.
У лютому 1961 року після будівництва шляхопроводу над залізницею дві ділянки лінії Копейськ — Челябінськ об'єднали, пасажири отримали можливість добиратися з Копейська в Челябінськ без пересадки.
Лінія була однорейкова, мала 3 роз'їзду: в промисловій зоні в районі селища Пісочного, біля гаражів селища ЧКПЗ і між Копейським і Челябінськом — в районі зупинки «Городня».
З 1961 по 1976 маршрут № 13 проходив трасою: Піонерська вулиця — Проспект Перемоги — Копейськ шосе — ЧКПЗ — вулиця Горєлова — вулиця Обухівська — Гаражі — Автобаза № 4 — вулиця Енисейская — роз'їзд Пісочний — Південна прохідна — Профілакторій — КБС .
У 1964 році був розроблений проєкт дворейкової лінії КБС-Копейськ, а також проєкт дворейкової лінії Проспект Трудової Слави — Потаніна, але ці проєкти не були реалізовані. Адміністрація Копейська планувала замінити трамвай тролейбусом і просунула рішення про будівництво тролейбусного депо № 3 на Копейському шосе. Прокладка тролейбусної лінії відкладалася до будівництва нового моста через залізницю. Після завершення будівництва нового моста був складений проєкт тролейбусної лінії, але він не реалізований через відсутність фінансування.